# 第25歩兵師団 (アメリカ軍)
第25歩兵師団（だいにじゅうごほへいしだん、25th Infantry Division）は、アメリカ合衆国陸軍の師団のひとつ。1941年、ハワイ師団を母体として編成されたのち、朝鮮戦争、ベトナム戦争、湾岸戦争、不朽の自由作戦、イラク戦争に参加した歴戦の師団である。師団司令部はハワイ州オアフ島ワヒアワのスコフィールドバラックスに所在する。

## 概歴

### 太平洋戦争

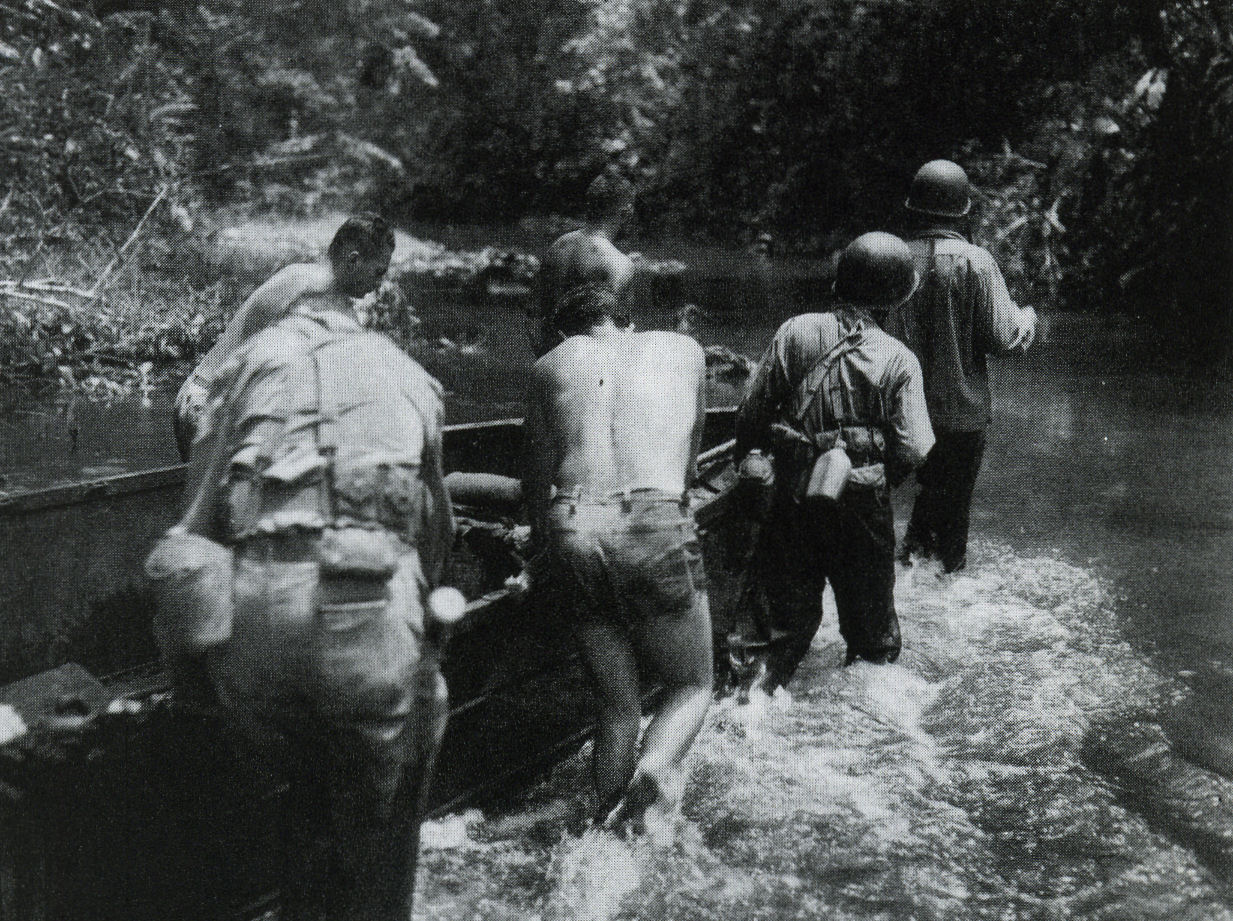
ガダルカナルで作戦中の第25歩兵師団の兵士。

第25歩兵師団は、太平洋戦争の開戦に際して、第24歩兵師団とともに、ハワイ師団を母体として創設された。師団は当初、スコフィールド・バラックスに所在していたが、大日本帝国海軍の真珠湾攻撃ののち、ホノルル市防衛のため、より沿岸に移動した。
1942年11月より、師団は第14軍団隷下にソロモン諸島の戦いに加わった。11月25日、第1海兵師団を増援して師団はガダルカナル島に到着し、翌年1月10日よりガダルカナル島の戦い、その後ニュージョージア島の戦いに参加した。ニュージョージアにおける日本軍の組織的抵抗が終結した後、8月25日より、師団はニュージーランドにおいて休養・再編制に入った。翌年（44年）2月3日から3月14日にかけて師団はニューカレドニアに移動し、訓練を継続した。45年1月9日、師団はリンガエン湾に上陸し、11日よりルソン島の戦いに参加した。
終戦後、師団は日本に進駐し、主に関西地方に駐屯した。
1947年6月5日、昭和天皇が大阪府庁に行幸（昭和天皇の戦後巡幸）した際には、師団の憲兵隊が大阪府庁一帯などを警衛しており、一目見ようと詰めかけた約4万人の市民をコントロールするために空砲を発射する場面もあった。

### 朝鮮戦争

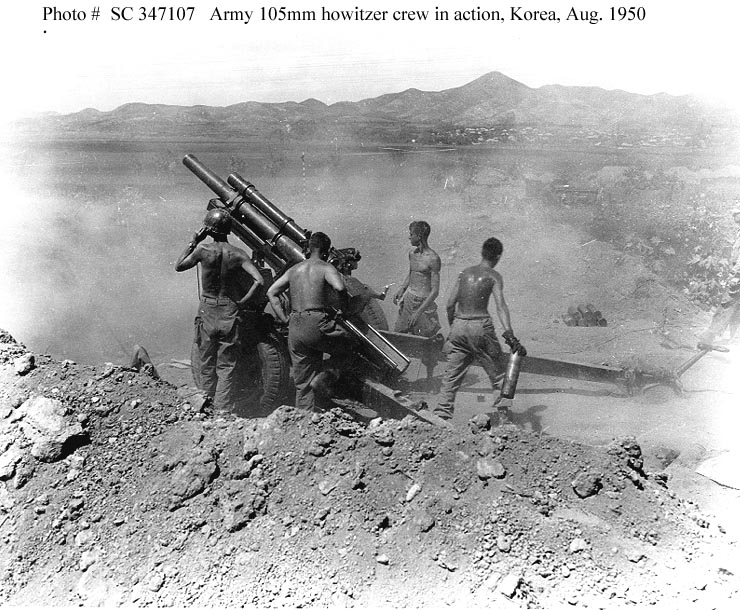
蔚山近郊で105mm榴弾砲を射撃する第64野戦砲兵大隊

1950年6月25日早朝より、朝鮮民主主義人民共和国軍は大韓民国に対する全面侵攻を開始し、朝鮮戦争が勃発した。アメリカ極東軍（Far East Command）は、当時九州に駐屯していた第24歩兵師団を初動兵力として投入することとしたが、第24歩兵師団は、大田の戦いで大損害を受け、ほとんど戦闘能力を失ってしまった。第25歩兵師団は、当初、第27連隊を基幹として戦闘団を編制して朝鮮半島に投入していたが、この事態を受けて、師団主力も韓国に移動することとなった。師団は、第1騎兵師団とともに、朝鮮戦争初期のアメリカ陸軍の主力部隊として活躍した。
師団は1954年まで韓国にとどまった後、9月から10月にかけて、ハワイに帰還した。

### ベトナム戦争
1963年初頭、第25歩兵師団からは、ヘリコプターの乗員100名がベトナム軍事支援団に派遣された。65年8月までに、さらに第65工兵大隊C中隊がベトナム共和国に送られ、派遣人数は合計で2,200名となっていた。そして1966年、第3旅団の4,000名が派遣されて、第25歩兵師団は、ベトナム戦争に本格的に戦闘加入することとなった。これらの部隊はカンボジア王国国境付近で活動していたほか、1968年1月末のテト攻勢の際には、サイゴン近郊で防衛にあたった。この際の功績から、師団は、1970年中よりベトナム化を進めており、1971年5月までに完全撤退した。これらのベトナム派遣中、第25歩兵師団からは、22個の名誉勲章者が輩出された。
なお、オリヴァー・ストーンが監督した映画「プラトーン」では、第25歩兵師団の3/22歩兵大隊B中隊が描写の中心的存在となっている。

### AOE軽歩兵師団改編と冷戦後体制
1985年、第25歩兵師団は、軽歩兵師団に改編された。これは、1983年にウィッカム陸軍参謀総長が発表したAOE軽歩兵師団の構想に則ったものであり、重装備の放棄のかわりに直接支援砲兵と航空兵力が強化された。改編は1986年10月1日に完了し、師団は軽歩兵師団と改名された。
師団は湾岸戦争には参加しなかったが、4/27大隊のA, B, C中隊から1個ずつ抽出された小銃小隊がサウジアラビア王国に派遣されて、前方指揮所の警備にあたった。これらの部隊は損害を出すことなく、1991年3月20日にハワイに帰還した。
1995年、陸軍全体の体制縮小に対応し、師団の第1旅団は予備部隊に改編され、アメリカ本土に後方配置されることとなった。

### 対テロ戦争と旅団戦闘団改編

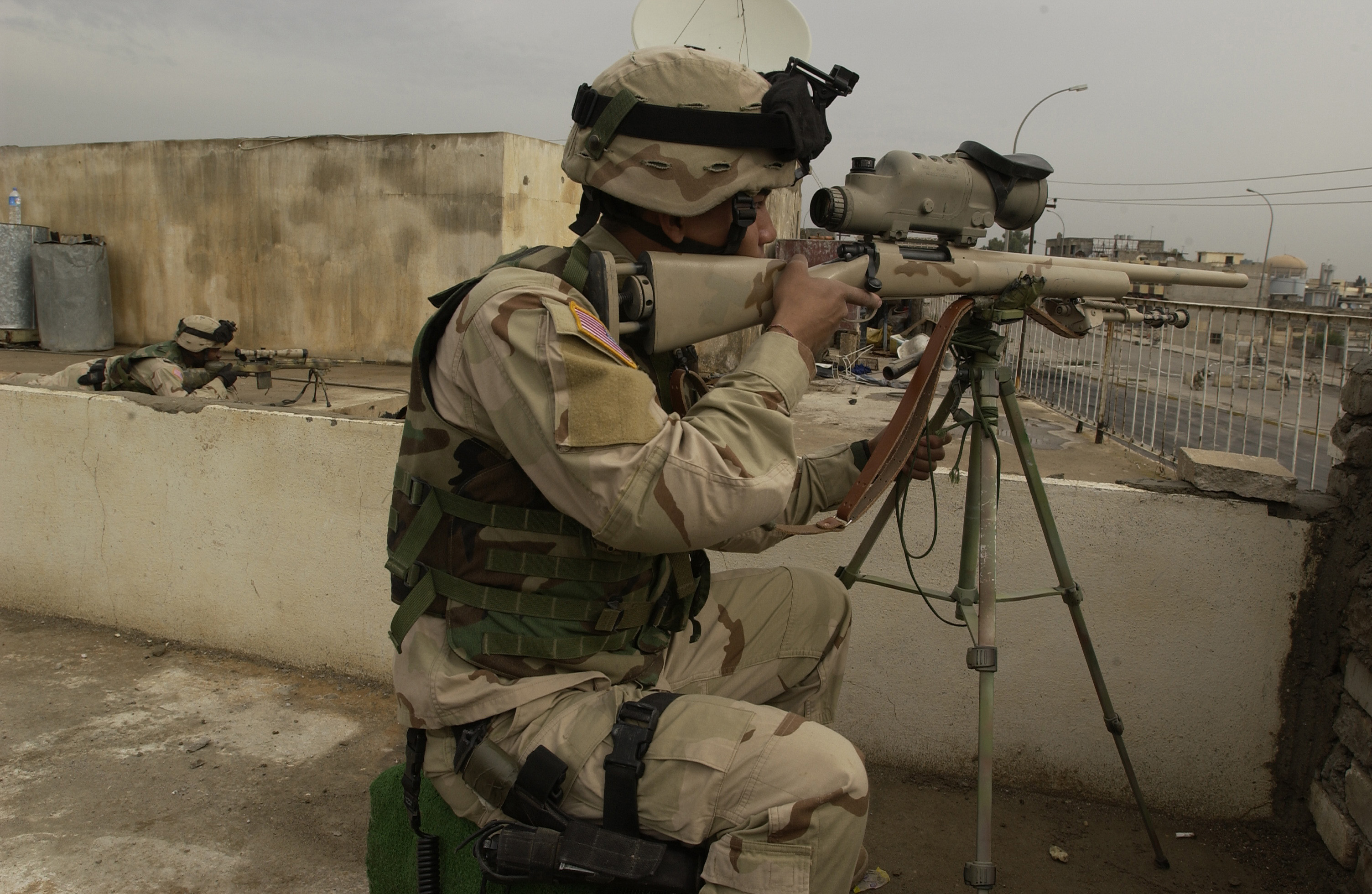
モースル市で警戒に当たる第25歩兵師団の狙撃手

2004年2月、師団の第2旅団はイラク共和国に展開し、イラク戦争に参加した。旅団はこの年の終わりにハワイに帰還した。また、2004年3月には第3旅団がアフガニスタン・イスラム共和国に展開して、アフガニスタン紛争に参加した。2/27歩兵大隊および3/7野戦砲兵大隊B中隊が先遣隊としてアフガニスタンに入り、パキスタン・イスラム共和国との国境地帯に展開した。
2005年6月、空挺旅団が師団の4つめの旅団として隷下に加えられた。また第2旅団はストライカー旅団戦闘団、第3旅団は歩兵旅団戦闘団への改編に入った。2006年1月、師団の名前から軽が取り去られて、師団は再び単なる歩兵師団に戻った。12月15日には、第172歩兵旅団が第1旅団として師団の隷下に入り、ストライカー旅団戦闘団として再編された。
2009年3月、第1, 2, 3旅団はイラクに派遣され、イラクの自由作戦に参加した。一方、第4旅団はアフガニスタンに配備されて、不朽の自由作戦に参加した。

## 編制

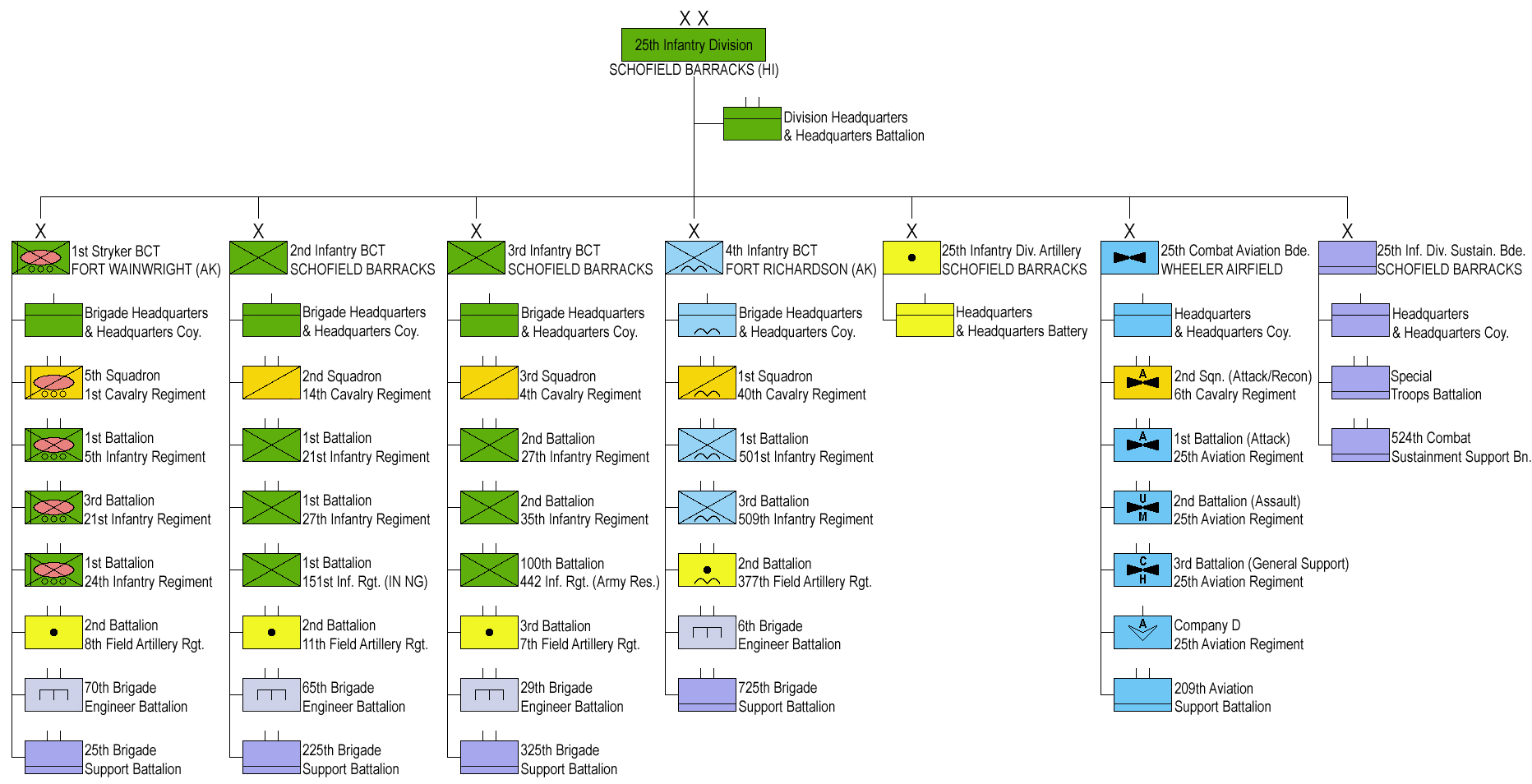
2022年6月6日以前の編制図

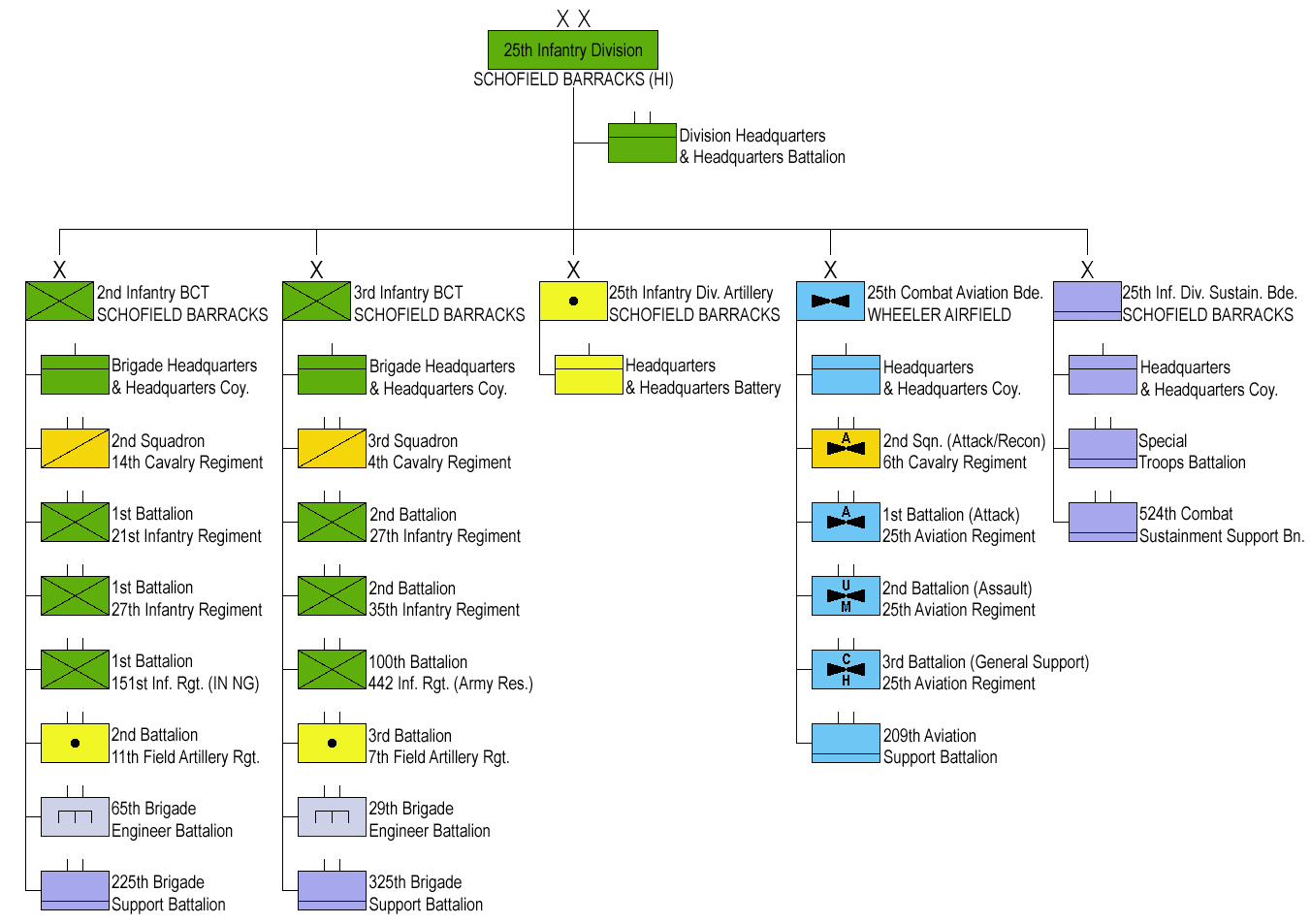
2022年6月6日以降の編制図

第25歩兵師団(1個ストライカー旅団戦闘団、2個歩兵旅団戦闘団、1個空挺旅団戦闘団、1個師団砲兵隊(隷下の砲兵大隊は、それぞれの旅団に割り当てられている。)、1個戦闘航空旅団、1個維持旅団)
- 第1ストライカー旅団戦闘団"Arctic Wolves" (在アラスカ米陸軍傘下、アラスカ州フォートウェインライト)
  - 司令部及び司令部中隊"Dire Wolves"
  -  第1騎兵連隊第5大隊"Blackhawk"、偵察、監視、目標補足(RSTA)を担当
  -  第5歩兵連隊第1大隊"Bobcat"
  -  第21歩兵連隊第3大隊"Gimlet"
  -  第24歩兵連隊第1大隊"Legion"
  -  第8野戦砲兵連隊第2大隊"Automatic"
  -  第70旅団工兵大隊"Kodiak"
  -  第25旅団支援大隊"Opahey"
- 第2歩兵旅団戦闘団"Warriors" (ハワイ州スコフィールドバラックス)
  -  司令部及び司令部中隊
  -  第14騎兵連隊第2大隊、偵察、監視、目標補足(RSTA)を担当
  -  第21歩兵連隊第1大隊"Gimlets"
  -  第27歩兵連隊第1大隊
  -  第151歩兵連隊第1大隊
  -  第11野戦砲兵連隊第2大隊
  -  第65旅団工兵大隊
  -  第225旅団支援大隊
- 第3歩兵旅団戦闘団"Broncos" (ハワイ州スコフィールドバラックス)、ストライカー旅団戦闘団から再編され、ストライカーは陸軍州兵に移管された。
  -  司令部及び司令部中隊"Horsemen"
  -  第4騎兵連隊第3大隊"Raider"
  -  第27歩兵連隊第2大隊"Wolfhounds"
  -  第35歩兵連隊第2大隊"Cacti"
  -  第442歩兵連隊第100大隊、陸軍予備役所属の補助部隊
  -  第7野戦砲兵連隊第3大隊"Steel"
  -  第29旅団工兵大隊"Wayfinders"
  -  第325旅団支援大隊"Mustangs"
- 第4旅団戦闘団(空挺)"Spartan" (在アラスカ米陸軍傘下、アラスカ州フォートリチャードソン)
  -  司令部及び司令部中隊
  -  第40騎兵連隊第1大隊"Denali"
  -  第501空挺歩兵連隊第1大隊
  -  第509空挺歩兵連隊第3大隊
  -  第377野戦砲兵連隊第2大隊
  -  第6旅団工兵大隊"Oak"
  -  第725旅団支援大隊"Centurion"
- 第25歩兵師団砲兵隊"Tropic Thunder" (師団に配属されている砲兵大隊は各旅団に配備されているが、師団砲兵隊により訓練・準備される。)(ハワイ州スコフィールドバラックス)
  - 司令部及び司令部中隊
- 戦闘航空旅団 (ハワイ州ウィーラー陸軍飛行場)
  -  司令部及び司令部中隊
  -  第6騎兵連隊第2大隊 (AH-64 アパッチ)"Lightning Horse"
  -  第25航空連隊第1大隊 (AH-64 アパッチ)"Arctic Attack"(在アラスカ米陸軍傘下)
  -  第25航空連隊第2大隊 (UH-60)"Diamond Head"
  -  第25航空連隊第3大隊 (CH-47) (UH-60)"Hammerhead"
  - 第25航空連隊D中隊
  -  第209航空支援大隊"Lobos"
- 第25維持旅団 (ハワイ州スコフィールドバラックス)
  - 司令部及び司令部中隊
  -  特別任務大隊
  -  第524支援大隊

## 師団長
- ジョーゼフ・ロートン・コリンズ 少将：1942年 - 1943年
- ウィリアム・E・ワード 少将：1999年 - 2000年